# Associazione Calcio Torino 1975-1976
Questa voce raccoglie le informazioni riguardanti l'Associazione Calcio Torino nelle competizioni ufficiali della stagione 1975-1976.

## Stagione
Nel 1976 il Torino tornò campione d'Italia, ventisette anni dopo la tragedia di Superga, con il settimo e attualmente ultimo titolo conquistato nella sua storia.
La squadra granata, guidata dall'allenatore Luigi Radice, uscì alla distanza dopo un inizio difficoltoso, approfittando di un rallentamento della Juventus, che al giro di boa aveva ancora tre punti di vantaggio sui cugini, e prese la vetta del torneo vincendo entrambe le stracittadine. La certezza della vittoria del tricolore giunse all'ultima giornata, grazie al pareggio interno con il Cesena, che permise ai granata di chiudere il campionato con 45 punti contro i 43 dei rivali bianconeri.

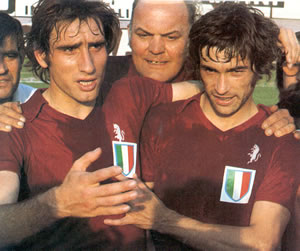
Francesco Graziani e Paolino Pulici, i "gemelli del gol" granata, festeggiano la vittoria dello scudetto.

Paolino Pulici, con 21 reti, risultò capocannoniere della Serie A per la seconda volta.
In Coppa Italia, nel primo turno di precampionato il Torino giunse secondo nel proprio girone di qualificazione, lasciando il passo al Verona che nel seguito del trofeo arrivò alla finale, persa (4-0) con il Napoli.

## Società
- Presidente:
  - Orfeo Pianelli
- Segretario:
  - Giuseppe Bonetto
- Medico sociale:
  - Cesare Cattaneo

- Massaggiatore:
  - Giovanni Tardito
- Allenatore:
  - Luigi Radice
- Allenatore in seconda:
  - Giorgio Ferrini

## Rosa
| N. |                   | Ruolo | Calciatore           |
| -- | ----------------- | ----- | -------------------- |
|    | Italia (bandiera) | P     | Luciano Castellini   |
|    | Italia (bandiera) | P     | Romano Cazzaniga     |
|    | Italia (bandiera) | P     | Mauro Pelosin        |
|    | Italia (bandiera) | D     | Vittorio Caporale    |
|    | Italia (bandiera) | D     | Fabrizio Gorin       |
|    | Italia (bandiera) | D     | Marino Lombardo      |
|    | Italia (bandiera) | D     | Roberto Mozzini      |
|    | Italia (bandiera) | D     | Giuseppe Pallavicini |
|    | Italia (bandiera) | D     | Roberto Salvadori    |
|    | Italia (bandiera) | D     | Nello Santin         |

| N. |                   | Ruolo | Calciatore              |
| -- | ----------------- | ----- | ----------------------- |
|    | Italia (bandiera) | C     | Roberto Bacchin         |
|    | Italia (bandiera) | C     | Eraldo Pecci            |
|    | Italia (bandiera) | C     | Giovanni Roccotelli     |
|    | Italia (bandiera) | C     | Claudio Sala (capitano) |
|    | Italia (bandiera) | C     | Patrizio Sala           |
|    | Italia (bandiera) | C     | Renato Zaccarelli       |
|    | Italia (bandiera) | A     | Salvatore Garritano     |
|    | Italia (bandiera) | A     | Francesco Graziani      |
|    | Italia (bandiera) | A     | Paolo Pulici            |

## Calciomercato

### Sessione estiva
| Acquisti | Acquisti            | Acquisti     | Acquisti                   |
| R.       | Nome                | da           | Modalità                   |
| -------- | ------------------- | ------------ | -------------------------- |
| P        | Romano Cazzaniga    | Taranto      | definitivo                 |
| P        | Claudio Garella     | Juniorcasale | fine prestito              |
| D        | Paolo Beruatto      | Ivrea        | fine prestito              |
| D        | Vittorio Caporale   | Bologna      | definitivo (100.000.000 £) |
| D        | Fabrizio Gorin      | L.R. Vicenza | definitivo (340.000.000 £) |
| C        | Roberto Bacchin     | Rimini       | definitivo                 |
| C        | Eraldo Pecci        | Bologna      | definitivo (700.000.000 £) |
| C        | Patrizio Sala       | Monza        | definitivo (230.000.000 £) |
| A        | Salvatore Garritano | Ternana      | definitivo (700.000.000 £) |

| Cessioni | Cessioni           | Cessioni       | Cessioni                   |
| R.       | Nome               | a              | Modalità                   |
| -------- | ------------------ | -------------- | -------------------------- |
| P        | Claudio Garella    | Novara         | prestito                   |
| P        | Giuliano Manfredi  | Modena         | definitivo                 |
| P        | Antonio Pigino     | Sambenedettese | definitivo                 |
| P        | Franco Sattolo     | -              | fine carriera              |
| D        | Paolo Beruatto     | Monza          | definitivo                 |
| D        | Vito Callioni      | L.R. Vicenza   | definitivo                 |
| D        | Angelo Cereser     | Bologna        | definitivo                 |
| C        | Aldo Agroppi       | Perugia        | definitivo (150.000.000 £) |
| C        | Giorgio Ferrini    |                | fine carriera              |
| C        | Emiliano Mascetti  | Verona         | definitivo (120.000.000 £) |
| A        | Pierantonio Bortot | Cremonese      | definitivo                 |
| A        | Giovanni Quadri    | Pistoiese      | prestito                   |
| A        | Ferdinando Rossi   | Avellino       | definitivo                 |

## Risultati

### Serie A

#### Girone di andata
| Arbitro: | Menegali (Roma) |

|              |           |  |
| Bertuzzo 65’ | Marcatori |  |

| Arbitro: | Gussoni (Tradate) |

|                      |           |  |
| Pulici 26’, 47’, 73’ | Marcatori |  |

| Arbitro: | Menicucci (Firenze) |

|          |           |            |
| Gola 40’ | Marcatori | 32’ Pulici |

| Arbitro: | Michelotti (Parma) |

|                      |           |                       |
| Pulici 18’ Gorin 85’ | Marcatori | 88’ (rig.) Boninsegna |

| Genova 9 novembre 1975, ore 14:30 UTC+1 5ª giornata | Sampdoria       | 0 – 0 | Torino | Stadio Luigi Ferraris (29.152 spett.)\| Arbitro: \| Schena (Foggia) \| |
| Arbitro:                                            | Schena (Foggia) |       |        |                                                                        |

| Arbitro: | Serafino (Roma) |

|                                     |           |             |
| Pulici 18’, 28’ Punziano 70’ (aut.) | Marcatori | 24’ Savoldi |

| Arbitro: | Agnolin (Bassano del Grappa) |

|               |           |              |
| Negrisolo 73’ | Marcatori | 68’ Graziani |

| Arbitro: | Michelotti (Parma) |

|                                |           |  |
| Graziani 75’ Pulici 78’ (rig.) | Marcatori |  |

| Arbitro: | Ciacci (Firenze) |

|             |           |                             |
| Maldera 51’ | Marcatori | 16’ Zaccarelli 84’ Graziani |

| Arbitro: | Barbaresco (Cormons) |

|              |           |  |
| Graziani 47’ | Marcatori |  |

| Arbitro: | R. Lattanzi (Roma) |

|  |           |              |
|  | Marcatori | 38’ Graziani |

| Arbitro: | Reggiani (Bologna) |

|                         |           |                |
| Graziani 13’ Pulici 29’ | Marcatori | 71’ Re Cecconi |

| Cagliari 18 gennaio 1976, ore 14:30 UTC+1 13ª giornata | Cagliari            | 0 – 0 | Torino | Stadio Sant'Elia (28.252 spett.)\| Arbitro: \| Menicucci (Firenze) \| |
| Arbitro:                                               | Menicucci (Firenze) |       |        |                                                                       |

| Arbitro: | Lenardon (Siena) |

|                                             |           |                            |
| Graziani 63’, 70’ Zaccarelli 73’ Pulici 85’ | Marcatori | 67’ Mascetti 80’ Catellani |

| Arbitro: | Menegali (Roma) |

|              |           |           |
| Zuccheri 41’ | Marcatori | 25’ Pecci |

#### Girone di ritorno
| Arbitro: | Agnolin (Bassano del Grappa) |

|                            |           |             |
| Pulici 3’, 77’ (rig.), 43’ | Marcatori | 51’ Clerici |

| Arbitro: | Michelotti (Parma) |

|                     |           |            |
| Curi 27’ Scarpa 61’ | Marcatori | 20’ Pulici |

| Arbitro: | Gialluisi (Barletta) |

|                                            |           |          |
| Pulici 28’ (rig.) C. Sala 35’ Graziani 88’ | Marcatori | 4’ Silva |

| Arbitro: | Ciacci (Firenze) |

|            |           |  |
| Pavone 71’ | Marcatori |  |

| Arbitro: | Menegali (Roma) |

|                   |           |  |
| Graziani 55’, 75’ | Marcatori |  |

| Napoli 14 marzo 1976, ore 15:30 UTC+1 21ª giornata | Napoli           | 0 – 0 | Torino | Stadio San Paolo (73.889 spett.)\| Arbitro: \| Casarin (Milano) \| |
| Arbitro:                                           | Casarin (Milano) |       |        |                                                                    |

| Arbitro: | Bergamo (Livorno) |

|              |           |  |
| Graziani 32’ | Marcatori |  |

| Arbitro: | Menicucci (Firenze) |

|             |           |                                         |
| Bettega 70’ | Marcatori | 2’ (aut.) Cuccureddu 44’ (aut.) Damiani |

| Arbitro: | Menegali (Roma) |

|                            |           |                    |
| Graziani 28’ Garritano 80’ | Marcatori | 90’ (rig.) Calloni |

| Arbitro: | Agnolin (Bassano del Grappa) |

|  |           |              |
|  | Marcatori | 10’ Graziani |

| Arbitro: | Panzino (Catanzaro) |

|                                     |           |                                          |
| Pulici 10’, 75’, 36’ Zaccarelli 57’ | Marcatori | 18’ Desolati 49’ (rig.) Casarsa 82’ Caso |

| Arbitro: | Michelotti (Parma) |

|                    |           |                       |
| C. Sala 64’ (aut.) | Marcatori | 89’ (aut.) Re Cecconi |

| Arbitro: | Lazzaroni (Milano) |

|                                                              |           |             |
| Pecci 38’ Graziani 50’ Zaccarelli 57’ Pulici 78’, 83’ (rig.) | Marcatori | 70’ Leschio |

| Verona 9 maggio 1976, ore 16:00 UTC+2 29ª giornata | Verona            | 0 – 0 | Torino | Stadio Marcantonio Bentegodi (42.659 spett.)\| Arbitro: \| Gussoni (Tradate) \| |
| Arbitro:                                           | Gussoni (Tradate) |       |        |                                                                                 |

| Arbitro: | Casarin (Milano) |

|            |           |                    |
| Pulici 61’ | Marcatori | 71’ (aut.) Mozzini |

### Coppa Italia

#### Primo turno
| Arbitro: | Reggiani (Bologna) |

|                    |           |  |
| Moro 6’ Macchi 33’ | Marcatori |  |

| Arbitro: | Vannucchi (Bologna) |

|            |           |  |
| Pulici 69’ | Marcatori |  |

| Arbitro: | Bergamo (Livorno) |

|                          |           |  |
| C. Sala 29’ Lombardo 71’ | Marcatori |  |

| Arbitro: | Casarin (Milano) |

|            |           |                                             |
| Ciceri 18’ | Marcatori | 52’ Mozzini 58’ Pecci 62’ Pulici 90’ Santin |

## Statistiche

### Statistiche di squadra
| Competizione | Punti | In casa | In casa | In casa | In casa | In casa | In casa | In trasferta | In trasferta | In trasferta | In trasferta | In trasferta | In trasferta | Totale | Totale | Totale | Totale | Totale | Totale | DR  |
| Competizione | Punti | G       | V       | N       | P       | Gf      | Gs      | G            | V            | N            | P            | Gf           | Gs           | G      | V      | N      | P      | Gf     | Gs     | DR  |
| ------------ | ----- | ------- | ------- | ------- | ------- | ------- | ------- | ------------ | ------------ | ------------ | ------------ | ------------ | ------------ | ------ | ------ | ------ | ------ | ------ | ------ | --- |
| Serie A      | 45    | 15      | 14      | 1       | 0       | 38      | 13      | 15           | 4            | 8            | 3            | 11           | 9            | 30     | 18     | 9      | 3      | 49     | 22     | +27 |
| Coppa Italia | -     | 2       | 2       | 0       | 0       | 3       | 0       | 2            | 1            | 0            | 1            | 4            | 3            | 4      | 3      | 0      | 1      | 7      | 3      | +4  |
| Totale       | .     | 17      | 16      | 1       | 0       | 41      | 13      | 17           | 5            | 8            | 4            | 15           | 12           | 34     | 21     | 9      | 4      | 56     | 23     | +33 |

### Statistiche dei giocatori
| Giocatore      | Serie A  | Serie A | Serie A     | Serie A    | Coppa Italia | Coppa Italia | Coppa Italia | Coppa Italia | Totale   | Totale | Totale      | Totale     |
| Giocatore      | Presenze | Reti    | Ammonizioni | Espulsioni | Presenze     | Reti         | Ammonizioni  | Espulsioni   | Presenze | Reti   | Ammonizioni | Espulsioni |
| -------------- | -------- | ------- | ----------- | ---------- | ------------ | ------------ | ------------ | ------------ | -------- | ------ | ----------- | ---------- |
| R. Bacchin     | 1        | 0       | ?           | ?          | 0            | 0            | 0            | 0            | 1        | 0      | 0+          | 0+         |
| V. Caporale    | 28       | 0       | ?           | ?          | 0            | 0            | 0            | 0            | 28       | 0      | 0+          | 0+         |
| L. Castellini  | 29       | -21     | ?           | ?          | 4            | -3           | ?            | ?            | 33       | -24    | ?           | ?          |
| R. Cazzaniga   | 3        | -1      | ?           | ?          | 0            | -0           | 0            | 0            | 3        | -1     | 0+          | 0+         |
| S. Garritano   | 5        | 1       | ?           | ?          | 2            | 0            | ?            | ?            | 7        | 1      | ?           | ?          |
| F. Gorin       | 12       | 1       | ?           | ?          | 3            | 0            | ?            | ?            | 15       | 1      | ?           | ?          |
| F. Graziani    | 29       | 15      | ?           | ?          | 4            | 0            | ?            | ?            | 33       | 15     | ?           | ?          |
| M. Lombardo    | 3        | 0       | ?           | ?          | 3            | 1            | ?            | ?            | 6        | 1      | ?           | ?          |
| R. Mozzini     | 29       | 0       | ?           | ?          | 4            | 1            | ?            | ?            | 33       | 1      | ?           | ?          |
| G. Pallavicini | 4        | 0       | ?           | ?          | 2            | 0            | ?            | ?            | 6        | 0      | ?           | ?          |
| E. Pecci       | 29       | 2       | ?           | ?          | 4            | 1            | ?            | ?            | 33       | 3      | ?           | ?          |
| P. Pulici      | 30       | 21      | ?           | ?          | 4            | 2            | ?            | ?            | 34       | 23     | ?           | ?          |
| C. Sala        | 29       | 1       | ?           | ?          | 3            | 1            | ?            | ?            | 32       | 2      | ?           | ?          |
| P. Sala        | 30       | 0       | ?           | ?          | 3            | 0            | ?            | ?            | 33       | 0      | ?           | ?          |
| R. Salvadori   | 30       | 0       | ?           | ?          | 3            | 0            | ?            | ?            | 33       | 0      | ?           | ?          |
| N. Santin      | 25       | 0       | ?           | ?          | 4            | 1            | ?            | ?            | 29       | 1      | ?           | ?          |
| R. Zaccarelli  | 28       | 4       | ?           | ?          | 4            | 0            | ?            | ?            | 32       | 4      | ?           | ?          |

## Giovanili

### Piazzamenti
- Primavera:
  - Campionato Primavera: ?
  - Coppa Italia Primavera: ?
  - Torneo di Viareggio: 3º posto
- Allievi Nazionali:
  - Campionato: Vincitore
  - Torneo Arco di Trento: 3º posto